# Ligne de La Pauline-Hyères aux Salins-d'Hyères
La ligne de La Pauline-Hyères aux Salins-d'Hyères (dit aussi embranchement d'Hyères) est une ligne de chemin de fer française à écartement standard et à voie unique (exploitée sous le régime de la voie banalisée), partiellement électrifiée, du département du Var, en région Provence-Alpes-Côte d'Azur (PACA). Elle s'embranche sur la ligne de Marseille-Saint-Charles à Vintimille (frontière) en gare de La Pauline-Hyères et permet la desserte de Hyères. Autrefois, elle desservait la plage d'Hyères et les Salins.
Elle constitue la ligne 942 000 du réseau ferré national.

## Histoire
Le « chemin de fer de Hyères à la ligne de Toulon à Nice » fait partie d'un ensemble de lignes concédées à la Compagnie des chemins de fer de Paris à Lyon et à la Méditerranée (PLM) par une convention entre le ministre secrétaire d'État au département de l'Agriculture, du Commerce et des Travaux publics et la compagnie signée le 1er mai 1863. Cette convention est approuvée par un décret impérial du 11 juin 1863.
Elle est ouverte à l'exploitation le 6 décembre 1875, de La Pauline à Hyères et le 10 juillet 1876 d'Hyères aux Salins-d'Hyères.
Le 1er septembre 1933 sont ouverts trois points d'arrêt à Gavarry, au Palyvestre et à l'Ayguade.
La fermeture du service voyageurs, de la Pauline-Hyères aux Salins-d'Hyères, intervient officiellement le 24 mai 1940.
Dans les années 1950, la ligne est officiellement numérotée 942000 sur le réseau ferré national,.
La section entre la gare de La Pauline-Hyères et la gare d'Hyères est rouverte au service des voyageurs le 23 mai 1971.
Elle n'est plus exploitée entre Hyères et La Plage d'Hyères (la voie est conservée). Elle a été déclassée entre La Plage-d'Hyères et Les Salins-d'Hyères (PK 14,360 à 18,585) le 31 août 1989. Ce tronçon dont les installations ont été déposées peu après a été réaménagé en piste cyclable.

## Caractéristiques
C'est une ligne à une voie banalisée au profil moyen entre La Pauline-Hyères et Hyères (déclivités de 9 ‰) et au profil médiocre au-delà (avec des pentes atteignant 14 ‰). Le rayon des courbes descend à 350 m. La vitesse limite est de 100 km/h.
La ligne a été électrifiée en 25 kV - 50 Hz entre La Pauline-Hyères et Hyères le 10 décembre 1965 en même temps que le tronçon de Marseille aux Arcs de la ligne de Marseille-Saint-Charles à Vintimille (frontière). L'alimentation est assurée par la sous-station 25 kV de la Marquisane à proximité de Toulon.
La ligne est équipée du système de cantonnement BAPR et BAL dans la gare d’Hyères, du système de communication GSM-R et du système de contrôle de vitesse par balises sur la partie ouverte à l'exploitation.
Les installations de signalisation et d'appareils de voie sont commandées depuis la gare de La Pauline-Hyères.

## Exploitation

### Desserte
La gare d'Hyères est desservie par un aller-retour TGV inOui quotidien, ayant pour origine Paris-Gare-de-Lyon.
Elle est également desservie par des TER Marseille – Toulon – Hyères (à raison de 20 aller-retours par jour ouvré).
Il existe aussi un trafic fret (entrepôt d'hypermarché et carrière de granulats).

## Projets
La métropole Toulon-Provence-Méditerranée et la ville d'Hyères souhaiteraient réutiliser la plate-forme de la ligne ferroviaire entre la gare SNCF et l'aéroport, afin de permettre une meilleure desserte de ce dernier par les transports en commun ; une navette autonome doit ainsi être mise en place, après des travaux prévus en 2028.
À l'horizon 2030, un RER doit être mis en place dans l'agglomération de Toulon. Deux trains par heure et par sens desserviraient alors Hyères.

## Photographies

Vues sur quelques gares de la ligne
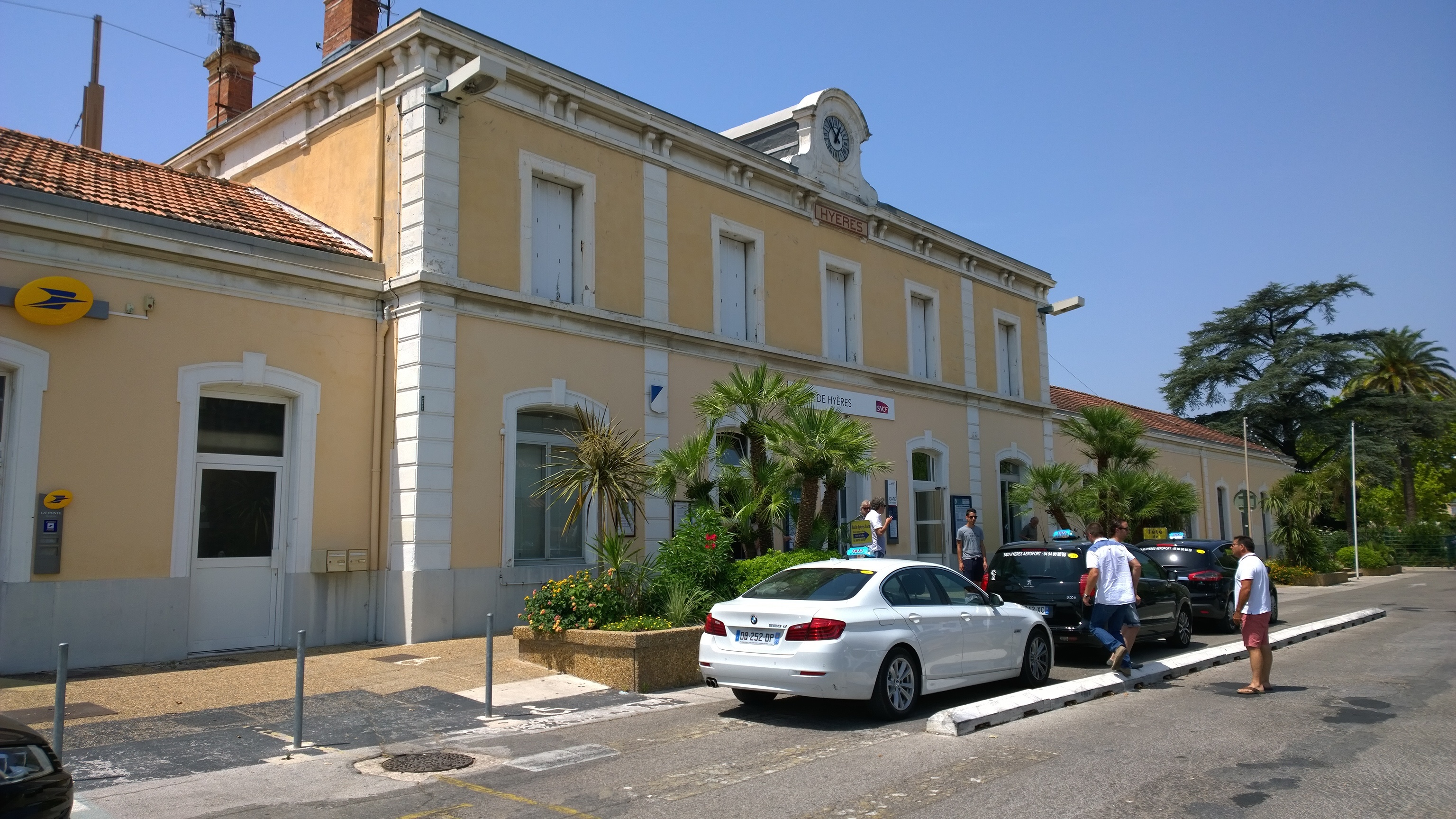
Façade de la gare d'Hyères.
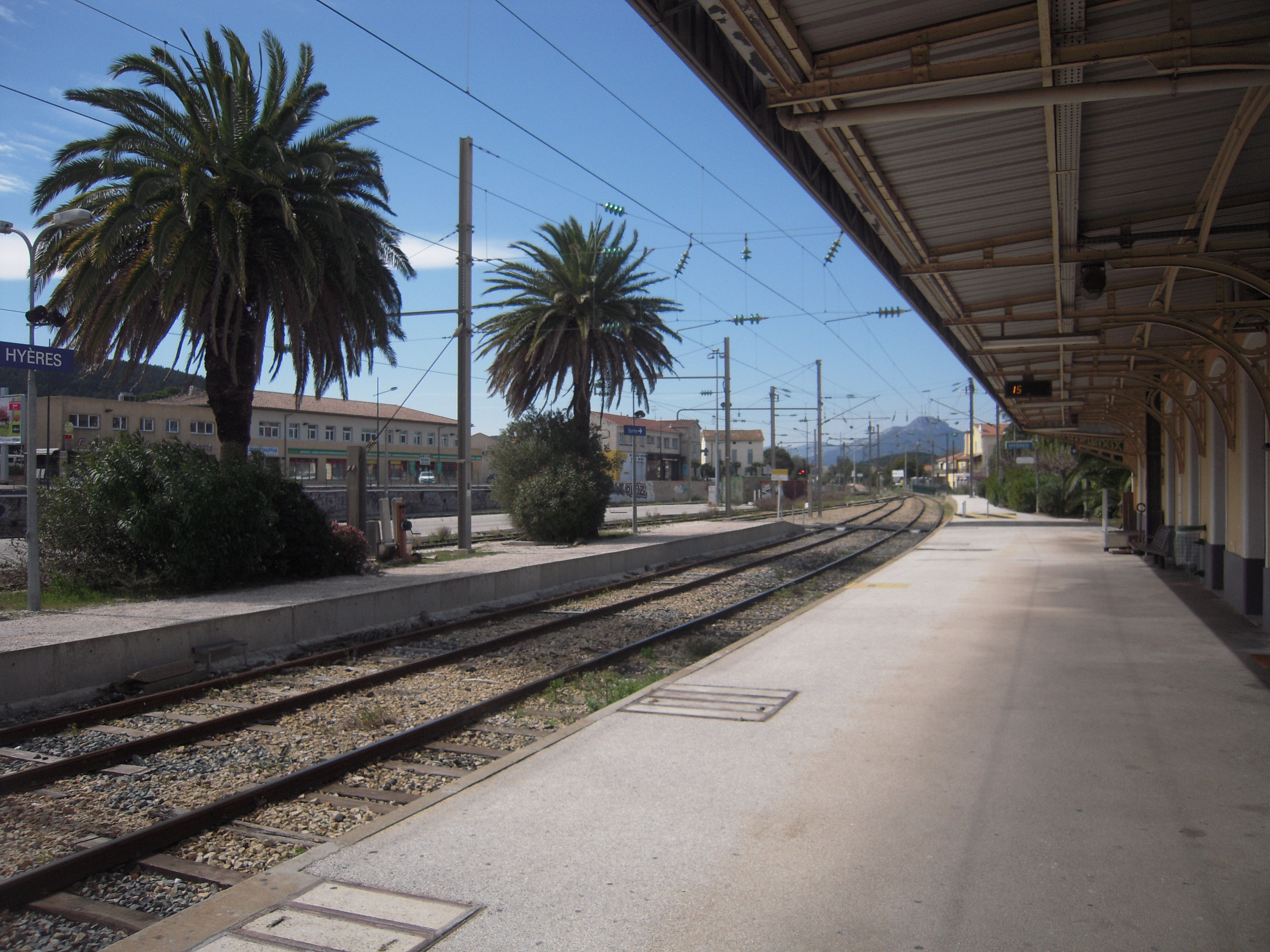
Quais de la gare d'Hyères
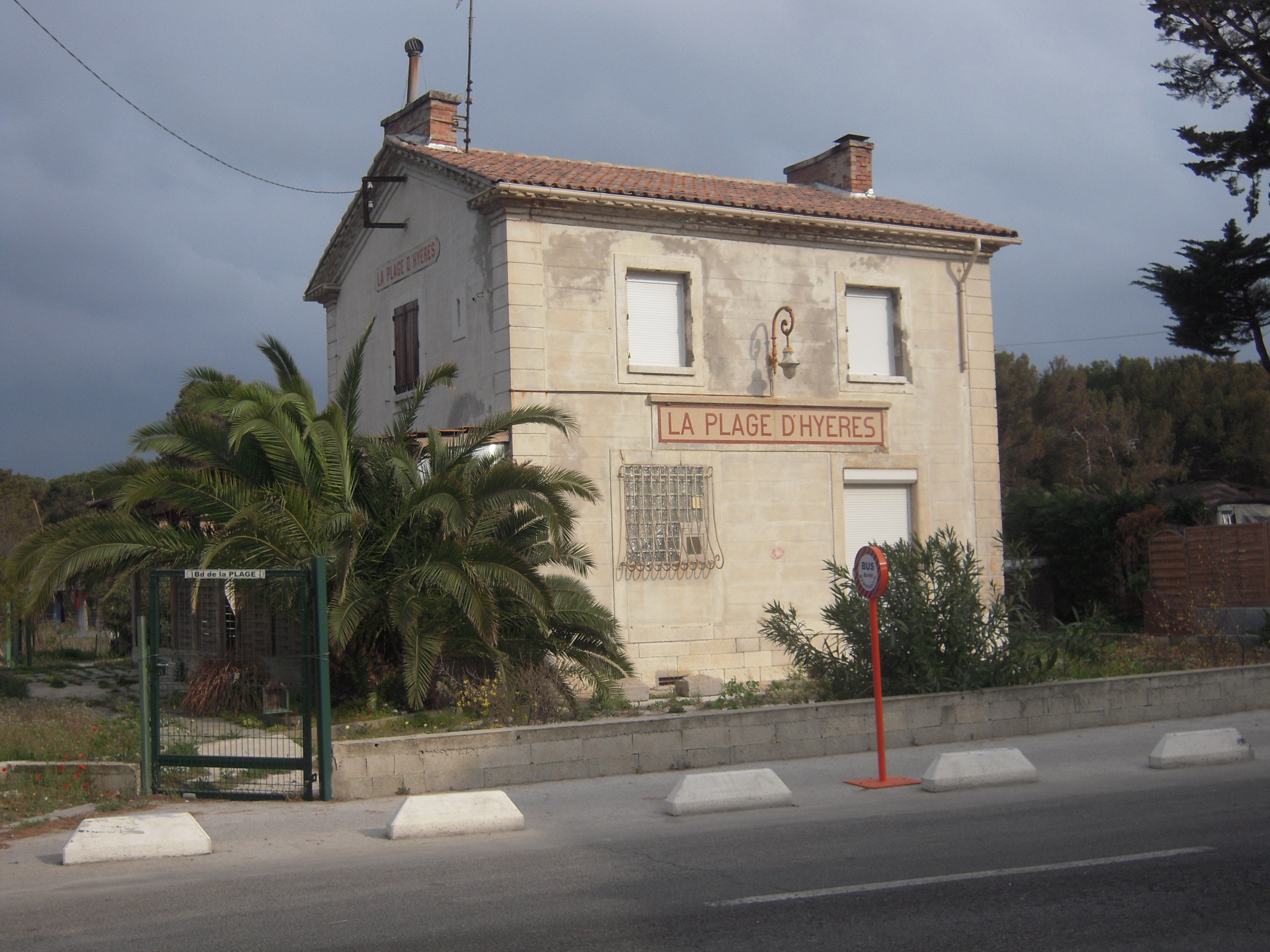
Ancien bâtiment des voyageurs de la gare de la Plage-d'Hyères.
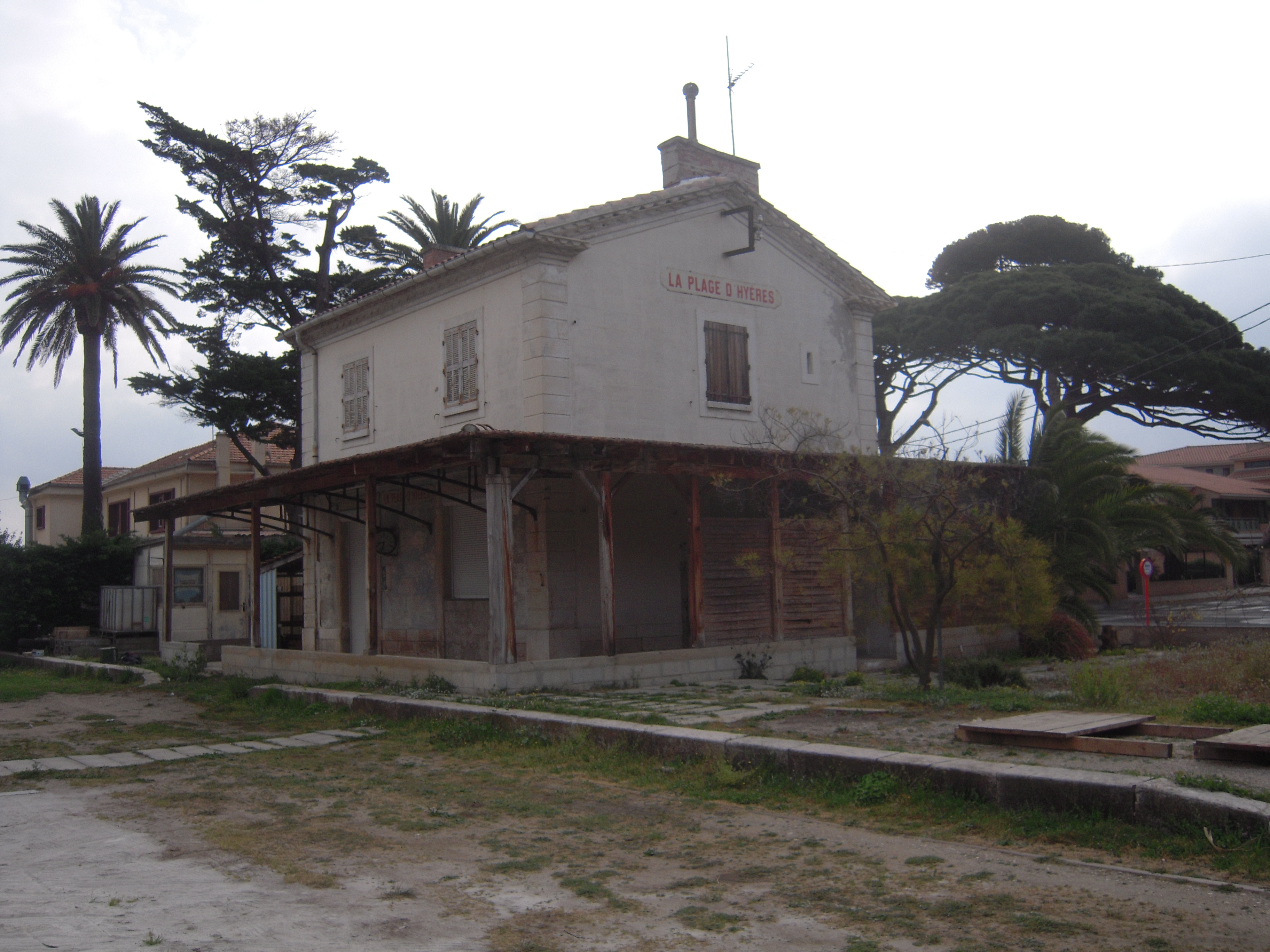
Ancien bâtiment des voyageurs de la gare de la Plage-d'Hyères.